# Берлинский, Дмитрий Михайлович
Дмитрий Михайлович Берлинский (6 [19] января 1916, д. Облучье, Новгородская губерния — 7 мая 1982, Ленинград) — участник советско-финской и Великой Отечественной войн, командир 228-го гвардейского Кишинёвского полка 94-й гвардейской стрелковой Звенигородской ордена Суворова II степени дивизии 5-й ударной армии 1-го Белорусского фронта, Герой Советского Союза, гвардии подполковник.

## Биография
Дмитрий Михайлович Берлинский родился в семье рабочего. Окончил школу ФЗУ, после чего работал слесарем в Ленинграде. По комсомольской путёвке был направлен в 1934 году в Ленинградскую пехотную школу (с 1937 года — Ленинградское пехотное училище имени С. М. Кирова). Окончив её в 1938 году, лейтенант Берлинский участвовал в советско-финской войне. В 1941 году окончил Военную академию механизации и моторизации РККА.
С начала войны находился в действующей армии. Воевал на Западном, Центральном, Сталинградском, Донском, 3-м Украинском и 1-м Белорусском фронтах. Заместитель командира 222-го стрелкового полка. Был трижды тяжело ранен. С 1943 года — член ВКП(б).
С 22 августа 1944 по 14 апреля 1945 года — командир 288-го гвардейского стрелкового полка. В составе 5-й ударной армии полк принимал участие в Висло-Одерской операции. 14 января 1945 года на Магнушевском плацдарме южнее Варшавы полк Д. М. Берлинского обеспечил прорыв обороны противника. Форсировав реку Пилицу, полк уничтожил более 400 солдат и офицеров противника, 12 пулемётов, захватил 4 исправных орудия. Благодаря умелому руководству Д. М. Берлинского, полк совершил быстрое продвижение и овладел позициями противника на глубину до четырёх километров, понеся при этом малые потери в живой силе и технике.
Указом Президиума Верховного Совета СССР от 27 февраля 1945 года гвардии подполковнику Берлинскому Дмитрию Михайловичу присвоено звание Героя Советского Союза с вручением ордена Ленина и медали «Золотая Звезда» (№ 5654).
Полковник Д. М. Берлинский после войны продолжил службу в армии. Выйдя в отставку в 1948 году, жил и работал в Ленинграде, занимался общественной работой. Скончался 7 мая 1982 года и был похоронен на Северном кладбище.

## Награды
- Герой Советского Союза (1945)
- Медаль «Золотая Звезда» (медаль № 5654)
- Орден Ленина,
- Орден Красного Знамени,
- Орден Александра Невского,
- Медали.

## Память
- В селе Оскуй 28 января 2004 года был установлен памятный знак трём уроженцам Чудовского района: двум Героям Советского Союза — Д. М. Берлинскому и А. М. Васильеву, и генерал-лейтенанту Б. Л. Петрову